# Sedlíšťka (Radhošť)
Sedlíšťka (německy Sedlischka) je malá vesnice, část obce Radhošť v okrese Ústí nad Orlicí. Nachází se na pravém břehu ramene řeky Loučná, asi 0,5 km na západ od Radhoště. Prochází tudy železniční trať Praha – Česká Třebová. Sedlíšťka je také název katastrálního území o rozloze 1,52 km².

## Historie
První písemná zmínka o vesnici pochází z roku 1547.

## Pamětihodnosti
- Venkovská usedlost čp. 12